# Stahlhammer
Stahlhammer (em alemão "Martelo de Aço") é uma banda Neue Deutsche Härte de  Viena, Áustria, formada em 1992. Eles incorporam elementos do hardcore, metal industrial em suas músicas. A banda possui seis discos, sendo a maioria das músicas cantadas em alemão. Seu mais recente trabalho é o Opera Noir, lançado em março de 2006.

## Formação

### Membros atuais
- Gary Wheeler - Vocal, guitarra, teclado, programação
- Peter Karolyi - baixo
- Michael Stoker - bateria

### Membros anteriores
- Niko Stössl - Guitarra
- Thomas Schuler - Guitarra
- Conrad Schrenk - Guitarra
- Georgij Alexandrowitsch Makazaria - Vocal

## Discografia
- Killer Instinkt (1995)
- Wiener Blut (1997)
- Feind Hört Mit (1999)
- Eisenherz (2002)
- Stahlmania (2004)
- Opera Noir (2006)